# Avelãs da Ribeira
Avelãs da Ribeira é uma povoação portuguesa sede da Freguesia de Avelãs da Ribeira do município da Guarda, freguesia com 11,30 km² de área e 142 habitantes (censo de 2021), e, por isso, com uma densidade populacional de 12,6 hab./km².
Pertenceu ao concelho de Alverca até à sua extinção em dezembro de 1853. A partir dessa data passou para o concelho de Pinhel e em 24 de outubro de 1855 para o concelho da Guarda. Antes de se fixar definitivamente no município da Guarda, ainda voltou ao concelho de Pinhel entre 1895 e 1898.
A esta freguesia pertencem os lugares de: 
- Avelãs da Ribeira
- Moinhos de Aveia

## Demografia
A população registada nos censos foi:
| Distribuição da População por Grupos Etários | Distribuição da População por Grupos Etários | Distribuição da População por Grupos Etários | Distribuição da População por Grupos Etários | Distribuição da População por Grupos Etários |
| -------------------------------------------- | -------------------------------------------- | -------------------------------------------- | -------------------------------------------- | -------------------------------------------- |
| Ano                                          | 0-14 Anos                                    | 15-24 Anos                                   | 25-64 Anos                                   | > 65 Anos                                    |
| 2001                                         | 25                                           | 25                                           | 90                                           | 75                                           |
| 2011                                         | 23                                           | 17                                           | 93                                           | 63                                           |
| 2021                                         | 9                                            | 10                                           | 62                                           | 61                                           |

## Património
- Igreja de Avelãs da Ribeira
- Capela de São Sebastião